# Brocchinia acuminata
Brocchinia acuminata es una especie del género Brocchinia. Esta especie es nativa de Venezuela donde se encuentra en Bolívar en el Auyantepui a una altitud de 1850 metros.

## Taxonomía
Brocchinia acuminata fue descrito por Lyman Bradford Smith  y publicado en Brittonia 3: 160, f. 3a–d. 1939.
Etimología
Brocchinia: nombre genérico que fue otorgado en honor del naturalista italiano Giovanni Battista Brocchi.
acuminata: epíteto latino que significa "disminuyendo gradualmente hasta un punto, acuminada".